# Aondironon
Aondironon (Ahondihronon, Ahondihronnon, Ondieronii) /people at the edge of the great water/, jedno od plemena iz saveza Attiwandaronk ili Neutral Nation, jezična porodica Iroquoian. Ovo pleme živjelo je na granici s Wendatima u zapadnom Ontariju. Godine 1648. njihovo glavno naselje napalo je oko 300 irokeških ratnika, poglavito Seneca, koji su pobili velik broj stanovnika, a ostale odveli u zarobljeništvo (Jes. Rel. for 1640, 35, 1858.)

## Vanjske poveznice
- Aondironon Indian Tribe History